# قائمة المواقع والمعالم المصنفة في ولاية أم البواقي
هذه قائمة المواقع المصنفة في ولاية أم البواقي في دولة الجزائر.
الموقع الأول و الثاني : مصنفة ضمن المواقع والمعالم التاريخية في (L.1900) وفقا للمادة 62 من المرسوم رقم 67-281 تاريخ 20/12/1967 رقم 07 تاريخ 23/01/1968
الموقع الثالث : مدرج بأمر الجرد التكميلي الموقع من قبل الوالي رقم 860 بتاريخ 07/05/2006.
الموقع الرابع : مسجل في أمر الجرد التكميلي موقع من الوالي رقم 859 بتاريخ 07/05/2006.
| رقم    | اسم                                 | وصف                                  | موقع                                                 | مدينة     | قسم        | الإحداثيات | صورة |
| ------ | ----------------------------------- | ------------------------------------ | ---------------------------------------------------- | --------- | ---------- | ---------- | ---- |
| 04-001 | المناطير و الكروملكيات [الإنجليزية] | منصات حجر و انصاب مرتبة حول نصب كبير | الصفية                                               | سيقوس     | أم البواقي |            | صورة |
| 04-002 | المناطير والكروملكيات [الإنجليزية]  |                                      | 35 كم جنوب قسنطينة (رأس العين، بومرزوق، أولاد رحمون) | سيقوس     | أم البواقي |            | صورة |
| 04-003 | حصن روماني قصر الصباحي              |                                      |                                                      | قصر صباحي | أم البواقي |            | صورة |
| 04-004 | مغارات أرضية                        |                                      |                                                      | الضلعة    | أم البواقي |            | صورة |